# Астрономія в Боснії і Герцеговині

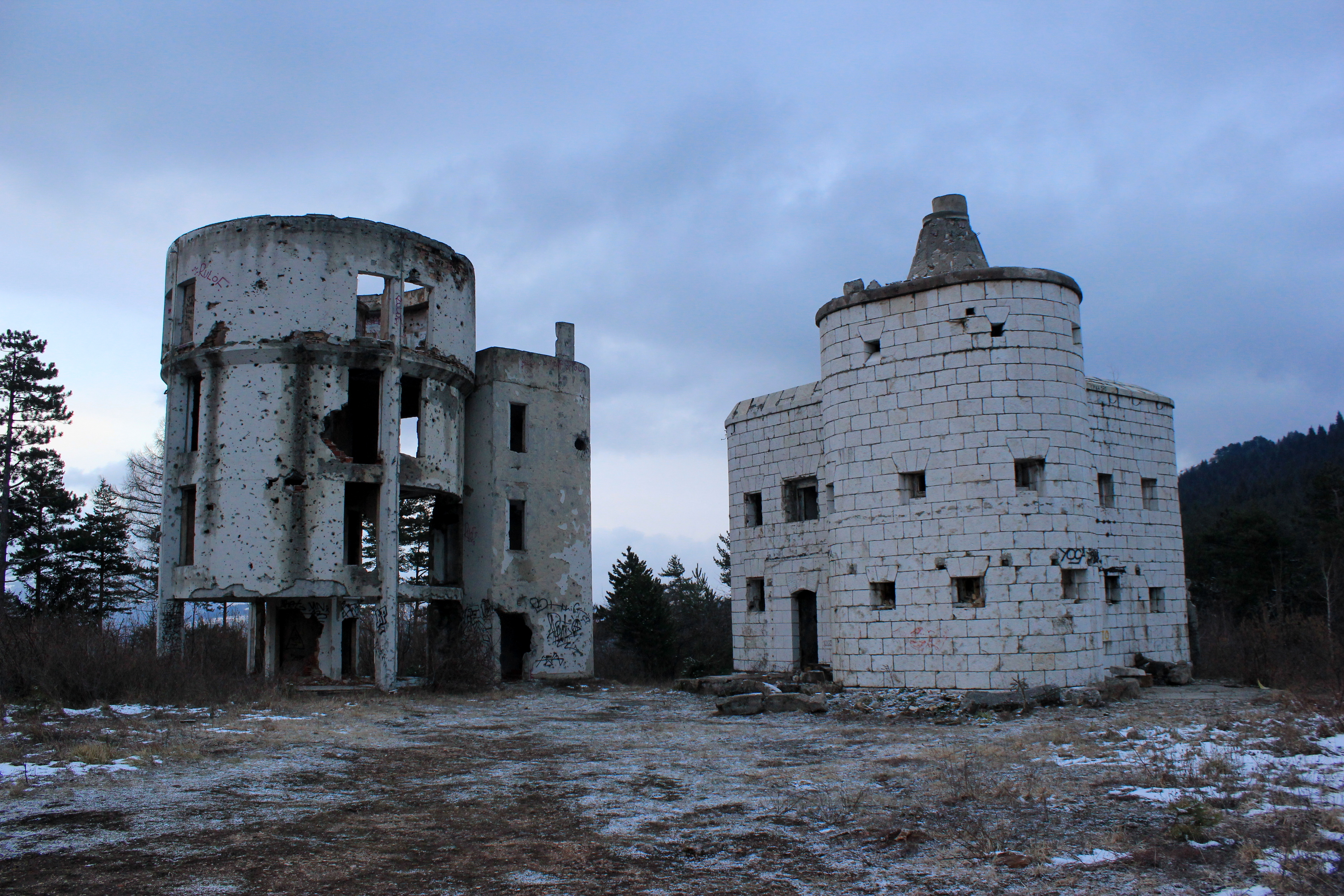
Руїни обсерваторії Бістрік-Кула

Астрономія в Боснії і Герцеговині слабко розвинута. Єдина в країні обсерваторія Бістрік-Кула була зруйнована під час Боснійської війни і залишається в руїнах. Університетські курси астрономії зазвичай читають фізики, знайомі з астрономією лише з таких саме початкових університетських курсів. У країні діє кілька аматорських астрономічних клубів, які проводять любительські спостереження та зрідка організовують астрономічні школи.

## Історія

Опис геоцентричної системи світу в трактаті Махмуд аль-Джагмини, переписаному в XVII ст. і збереженому в

Перші документовані астрономічні знання в Боснії і Герцеговині відносяться до XV століття, до часів Османської імперії. Професійні османські астрономи навчали боснійських учнів основ астрономії та користування астрономічними інструментами для вимірювання часу, складання календарів, визначення напрямку на Мекку під час молитв. У боснійських інститутах, бібліотеках, архівах і релігійних громадах збереглася значна кількість астрономічних манускриптів османського періоду. Найбільша колекція таких манускриптів міститься в Бібліотеці Газі Хусрев-бега в Самаєві. Немає жодних вказівок на те, щоб боснійські науковці цього періоду проводили будь-які оригінальні астрономічні дослідження. Знайдено кілька оригінальних календарів, але і в цьому разі внесок боснійських астрономів в їхнє створення невідомий. Боснійська астрономічна думка цього періоду знаходилась під домінуючим впливом ісламського світу, натомість як вплив європейської науки був незначним. Навіть Коперніківська революція свого часу не позначилась на Боснії, бо традиційних підходів цілком вистачало для задоволення тих релігійних і практичних потреб, яким того часу слугувала астрономія в Боснії.
Поки Боснія і Герцеговина залишалась частиною Соціалістичної Федеративної Республіки Югославія, головними астрофізичними центрами країни були Белград і Загреб, і саме туди здебільшого переїжджали зацікавлені астрономією боснійські студенти.
У 1963 році астрономи-аматори заснували Астрономічне товариство Сараєвського університету, і в 1965 побудували Народну обсерваторію, так звану Мейташ, з 17-сантиметровим рефлектором. До 1973 року вони переобладнали стару австро-угорську фортецю на горі Требевич, створивши Обсерваторію Бістрік-Кула. Наприкінці 1980-х в обсерваторії почалися перші серйозні наукові роботи, однак під час Боснійської війни 1992-1995 років обсерваторія була зруйнована і досі не відновлена. Колишній директор цієї обсерваторії Мухамед Мумінович написав багато боснійських астрономічних підручників.

## Освіта
У шкільній програмі Боснії і Герцеговини астрономія відсутня.
Університет Сараєва та Університет Баня-Луки мають фізичні підрозділи, але астрономічна освіта на них обмежена 1—2 загальними вступними курсами, які частіше читають професійні фізики, ніж астрономи.

## Любительська астрономія
В країні діє кілька аматорських астрономічних клубів:
- «Оріон» в Сараєві. Існувало в 1963-1992 роках як Астрономічне товариство Сараєвського університету, зупинило діяльність під час війни і було відроджене тільки 2008 року зусиллями Мухамеда Муміновича[5]
- Університетський астрономічний клуб в Бані-Луці
- «Плеяди» в Тузлі. Заснований 2009 року. Клуб володіє кількома аматорськими телескопами, проводить щорічний літній фестиваль «7 днів астрономії в Тузлі», видавав астрономічний журнал «Плеяди», але призупинив видавництво через фінансові складнощі[6].
- «Астра» в Зениці

Ці клуби не мають обладнаних обсерваторій, а серед їхніх членів професійні астрономи практично відсутні. Однак аматорським клубам вдається організовувати спостереження неба для широкого загалу й подекуди навіть астрономічні школи.